# Teloganopsis
Teloganopsis je rod hmyzu z čeledi Ephemerellidae. Do tohoto rodu se řadí sedmnáct druhů jepic. Jako první tento rod popsal Ulmer v roce 1939.

## Seznam druhů
- Teloganopsis albai (Gonzales del Tanago a Garcia de Jalon, 1983)
- Teloganopsis bauernfeindi (Thomas, Marie a Dia, 2000)
- Teloganopsis brocha (Kang a Yang, 1995)
- Teloganopsis deficiens (Morgan, 1911)
- Teloganopsis gracilis (Tshernova, 1952)
- Teloganopsis hispanica (Eaton, 1887)
- Teloganopsis changbaishanensis (Su a You, 1988)
- Teloganopsis chinoi (Gose, 1980)
- Teloganopsis jinghongensis (Xu, You a Hsu, 1984)
- Teloganopsis maculocaudata (Ikonomov, 1961)
- Teloganopsis media (Ulmer, 1939)
- Teloganopsis mesoleuca (Brauer, 1857)
- Teloganopsis oriens (Jacobus a McCafferty, 2006)
- Teloganopsis puigae (Ubero-Pascal a Sartori, 2009)
- Teloganopsis punctisetae (Matsumura, 1931)
- Teloganopsis setosa (Zhou, 2017)
- Teloganopsis subsolana (Allen, 1973)

## Fotogalerie

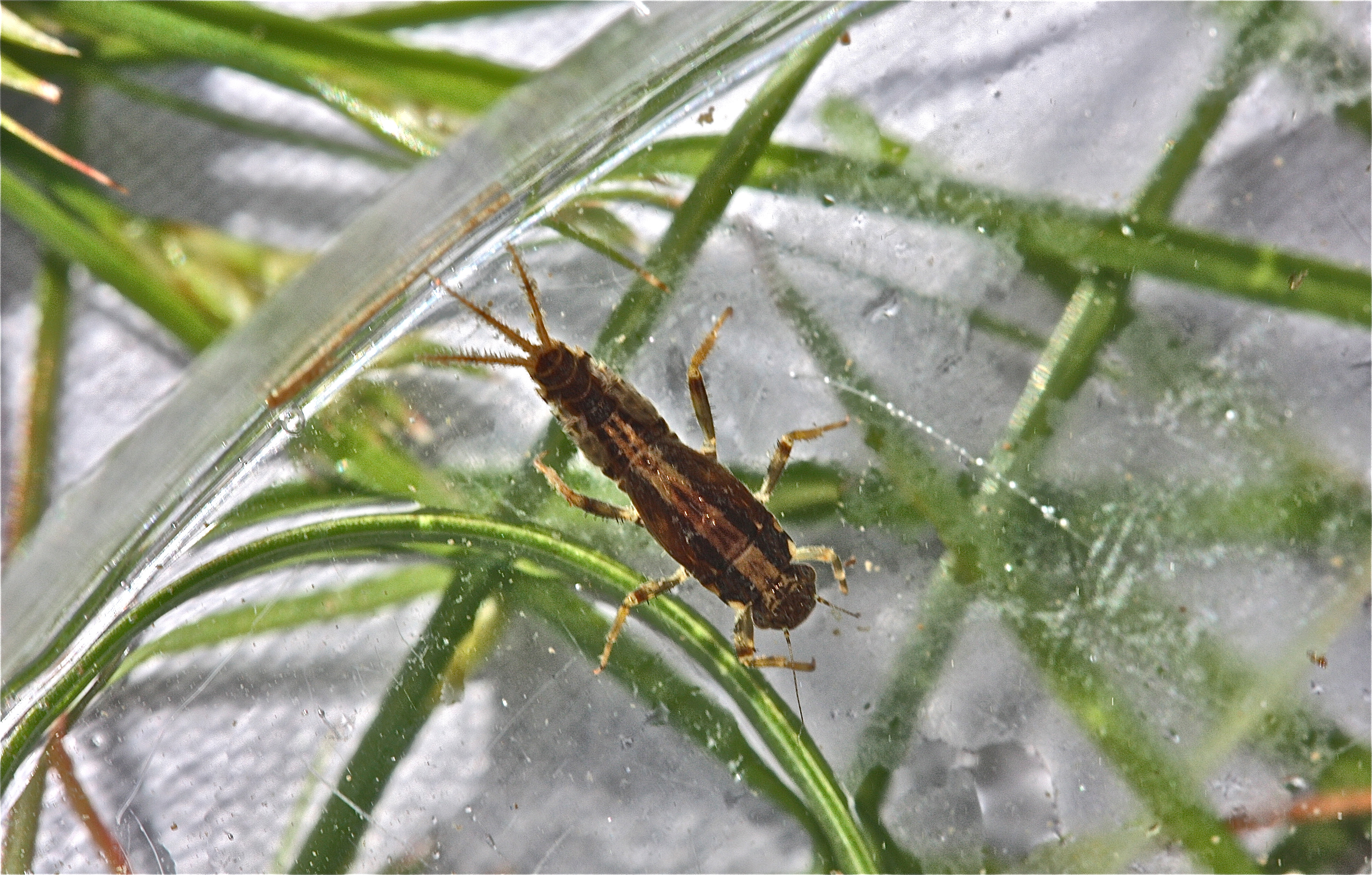
Nymfa Teloganopsis deficiens
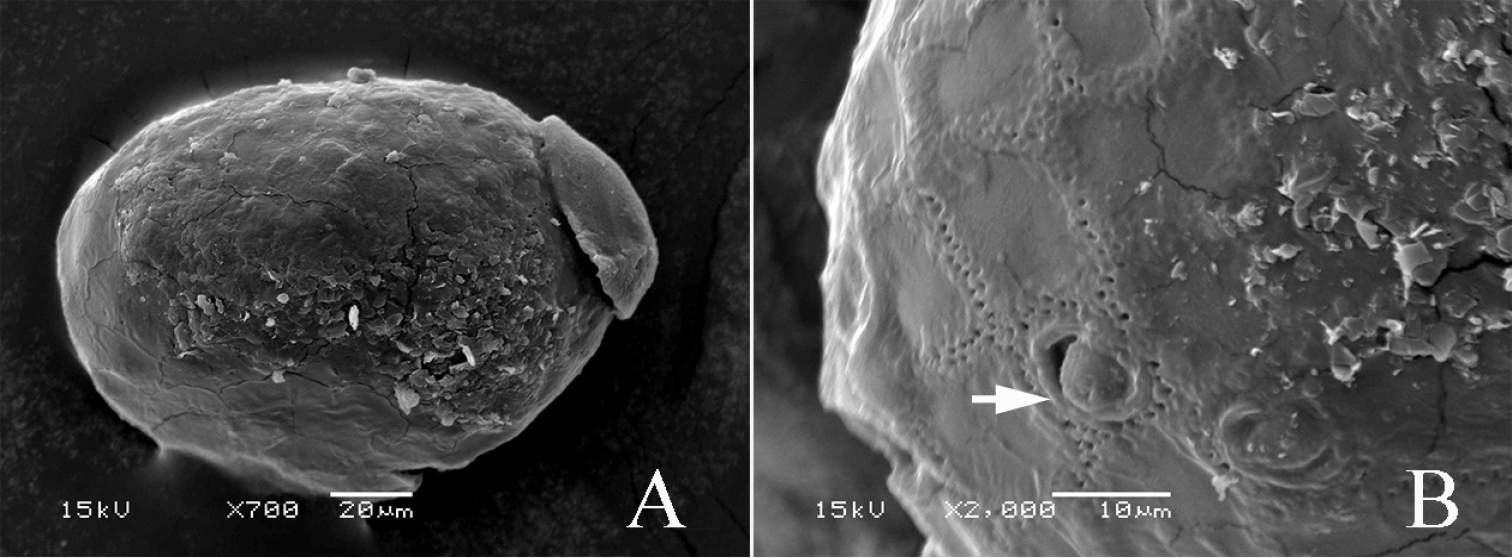
Vajíčka Teloganopsis setosa
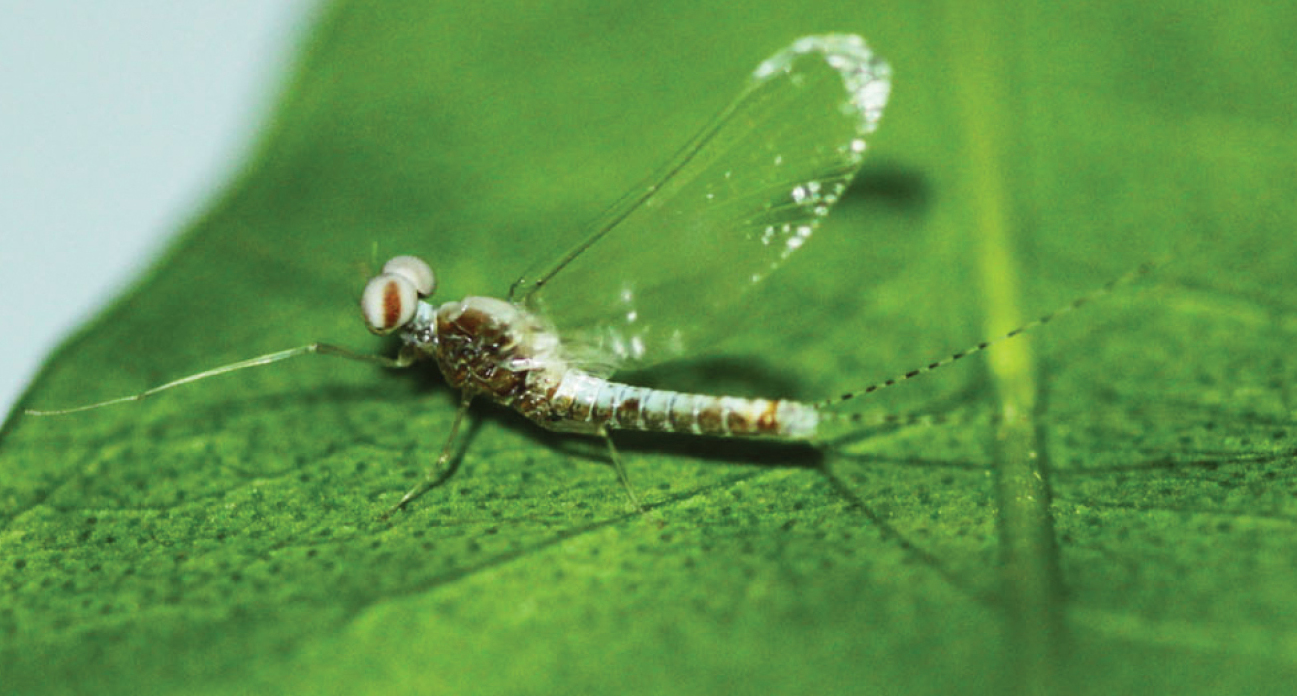
Imago Teloganopsis setosa